# 39971 József
39971 József è un asteroide della fascia principale. Scoperto nel 1998, presenta un'orbita caratterizzata da un semiasse maggiore pari a 2,5446980 UA e da un'eccentricità di 0,2442207, inclinata di 8,42414° rispetto all'eclittica. L'asteroide è dedicato al poeta ungherese Attila József.